# Resolució 1767 del Consell de Seguretat de les Nacions Unides
La Resolució 1767 del Consell de Seguretat de les Nacions Unides fou adoptada per unanimitat el 30 de juliol de 2007. Després de reafirmar totes les resolucions sobre la situació entre Eritrea i Etiòpia, particularment les resolucions 1320 (2000), 1430 (2003),  1640 (2005), 1681 (2006), 1710 (2006) i 1741 (2007), el Consell va ampliar el mandat de la Missió de les Nacions Unides a Etiòpia i a Eritrea (UNMEE) per un període de sis mesos fins al 31 de gener de 2008.

## Detalls
El Consell també va reiterar la seva demanda que Eritrea retirés immediatament les tropes i l'equip militar pesat de la Zona de Seguretat Temporal i va demanar a Etiòpia que reduís la quantitat de forces addicionals introduïdes recentment a les zones adjacents a la Zona.
Expressant el seu pesar per la manca de progrés en la demarcació de la frontera, el Consell va demanar a les parts que implementessin completament i sense més demora o condició prèvia la decisió de delimitació de la Comissió de Fronteres d'Eritrea i Etiòpia i que participessin constructivament i amb autoritat suficient en la reunió del 6 de setembre convocada per aquest cos a Nova York.
El Consell també va reiterar la seva exigència que Eritrea reverteixi, sense més demora ni condició prèvia, totes les restriccions al moviment i les operacions de la MINUEE, i va tornar a cridar a ambdues parts a cooperar amb la Missió per reactivar de manera urgent la tasca de la Comissió de Coordinació Militar, un fòrum únic per debat sobre els problemes militars i de seguretat.